# Metropolia Chartum
Metropolia Chartum – jedyna metropolia kościoła rzymskokatolickiego w Sudanie. Została ustanowiona 12 grudnia 1974.

## Diecezje
- Archidiecezja Chartumu
  - Diecezja Al-Ubajjid

## Metropolici
- Agostino Baroni (1974-1981)
- kard. Gabriel Zubeir Wako (1981-2016)
- Michael Didi Adgum Mangoria (od 2016)